# Élections générales britanniques de 1951 en Écosse
Des élections générales britanniques ont lieu le 25 octobre 1951 pour élire la 40e législature du Parlement du Royaume-Uni. L'Écosse élit 71 des 625 députés.

## Résultats
| Partis | Partis           | Partis       | Voix      | Voix  | Voix       | Total des sièges | Total des sièges | Total des sièges |
| Partis | Partis           | Partis       | Votes     | %     | +/−        | Sièges           | +/−              |                  |
| ------ | ---------------- | ------------ | --------- | ----- | ---------- | ---------------- | ---------------- | ---------------- |
|        | Conservateur     | Conservateur | 1 349 298 | 48,6  | 3,8        | 35 / 71          | 4                |                  |
|        | Unioniste        | 1 108 321    | 39,9      | 2,7   | 29 / 71    | 3                |                  |                  |
|        | National-libéral | 240 977      | 8,7       | 1,1   | 6 / 71     | 1                |                  |                  |
|        | Travailliste     | Travailliste | 1 330 244 | 47,9  | 1,7        | 35 / 71          | 2                |                  |
|        | Libéral          | Libéral      | 76 291    | 2,7   | 3,9        | 1 / 71           | 1                |                  |
|        | Communiste       | Communiste   | 10 947    | 0,4   | 0,6        | 0 / 71           | stagnation       |                  |
|        | SNP              | SNP          | 7 299     | 0,3   | 0,1        | 0 / 71           | stagnation       |                  |
|        | Autres           | Autres       | 3 758     | 0,1   | 0,9        | 0 / 71           | 1                |                  |
| Total  | Total            | Total        | 2 777 837 | 100,0 | stagnation | 71 / 71          | stagnation       |                  |